# 埃爾克鎮區 (北卡羅萊納州威爾克斯縣)
埃爾克鎮區（英語：Elk Township）是位於美國北卡羅萊納州威爾克斯縣的一個鎮區。

## 地方資料
埃爾克鎮區的面積為138.56平方千米，皆為陸地。根據2020年美國人口普查的數據，當地共有人口1023人，而人口密度為每平方千米7.38人。